# نظام‌الدین موحد
نظام‌الدین موحد (۱۲۹۶ – ۱۳۸۵) در تهران دبیرکل حزب ایران و عضو هیئت رهبری جبهه ملی ایران بود.
مهندس نظام‌الدین موحد در سال‌های پس از شهریور بیست و سرنگونی حکومت رضا شاه از بنیان‌گذاران و سازمان دهندگان انجمن مهندسین ایرانی بود.
در سال ۱۳۲۳ به همراه جمعی از تحصیل کردگان ایرانی اقدام به بنیان‌گذاری حزب ایران کرده که بعدها اعضای اصلی کابینه محمد مصدق را تشکیل دادند.

## زندگی‌نامه

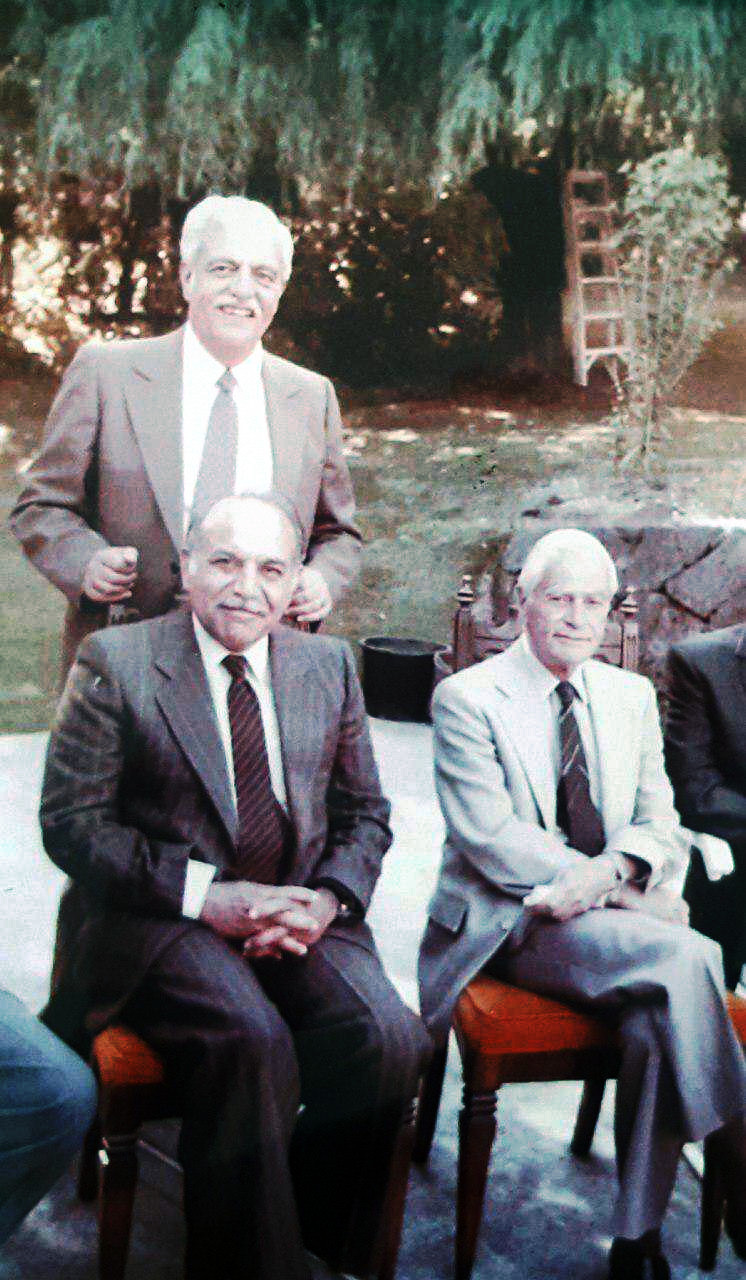
مهندس موحد- مهندس احمد زیرک‌زاده

وی در زمان دادگاه بین‌المللی لاهه از تنها خبرنگار ایرانی همراه  محمد مصدق بوده که به نمایندگی نشریه جبهه آزادی ارگان رسمی حزب ایران در این دادگاه شرکت داشته. در سال ۵۷ در زمان تشکیل دولت  شاپور بختیار دبیرکل وقت حزب ایران برای وزارت نیرو دعوت به همکاری می‌شود و در نشریات مختلف نام وی به عنوان وزیر نیرو اعلام می‌شود، که به دلیل پاره‌ای از مسایل که هیچ‌گاه اعلام نکرد از قبول مسئولیت شانه خالی کرد. پس از پیروزی انقلاب و تشکیل دولت مهدی بازرگان مسئولت شرکت ملی راه‌آهن ایران و کشتیرانی ایران را بر عهده می‌گیرد و پس از مدتی به همراه سایر اعضای جبهه ملی ایران از این پست استعفا داده و هیچ مسئولیت دولتی را قبول نمی‌کند. در زمان جنگ ایران و عراق در نامه‌ای که به همراه ۹۰ نفر از فعالان سیاسی امضا شده بود نسبت به ادامه جنگ اعتراض کرده و از سوی حکومت بازداشت و مورد سخت‌ترین شکنجه‌ها قرار می‌گیرد و در همین زمان از سوی رسانه‌های جهان به عنوان زندانی سال انتخاب می‌شود.
مهندس موحد نهایتاً پس از یک بیماری سخت در اسفند ۱۳۸۵ از دنیا رفت.